# Wapen van Blokzijl

Het wapen van Blokzijl

Het wapen van Blokzijl is door prins Maurits van Nassau op 28 januari 1609 ingesteld en werd op 30 december 1859 per besluit van de minister van Binnenlandse Zaken aan de Overijsselse gemeente Blokzijl bevestigd. Vanaf 1973 is het wapen niet langer als gemeentewapen in gebruik omdat de gemeente Blokzijl opging in de gemeente Brederwiede. Het heiblok in het wapen van Blokzijl is opgenomen in het wapen van Brederwiede.

## Blazoenering
De blazoenering van het wapen luidt als volgt:
zijnde een schild van goud beladen met eene sluis of syll van sabel, het hoofd van lazuur beladen met een heiblok van goud.

## Verklaring
Het betreft hier een sprekend wapen. De naam Blokzijl betekent versterkte sluis. Tijdens de Tachtigjarige Oorlog liet Diederik Sonoy in 1581 een fort bouwen bij de sluis in het kanaal van de Steenwijker Aa naar de Zuiderzee.

## Verwante wapens

Wapen van Brederwiede

Ambt Almelo
· Ambt Delden
· Ambt Hardenberg
· Ambt Ommen
· Ambt Vollenhove
· Avereest
· Bathmen
· Blankenham
· Blokzijl
· Brederwiede
· Den Ham
· Denekamp
· Diepenheim
· Diepenveen
· Genemuiden
· Giethoorn
· Goor
· Grafhorst
· Gramsbergen
· Hasselt
· Heino
· Holten
· IJsselham
· IJsselmuiden
· Kamperveen
· Kuinre
· Lonneker
· Markelo
· Nieuwleusen
· Noordoostpolder
· Oldemarkt
· Olst
· Ootmarsum
· Rijssen
· Stad Almelo
· Stad Delden
· Stad Hardenberg
· Stad Ommen
· Stad Vollenhove
· Steenwijk
· Steenwijkerwold
· Urk
· Vollenhove
· Vriezenveen
· Wanneperveen
· Weerselo
· Wijhe
· Wilsum
· Zalk en Veecaten
· Zwartsluis
· Zwollerkerspel